# 장염비브리오균
장염비브리오균은 살모넬라균, 황색포도상구균과 함께 식중독을 일으킬 수 있는 3대 식중독균 가운데 하나이다.

## 발생 환경
염분이 높은 환경에서 잘 자라는 장염비브리오는 연안 해수에 있는 세균으로 섭씨 20도~37도에서 빠르게 증식하기 때문에 바닷물 온도가 올라가는 6~10월 여름철에 주로 발생하는데 2010년부터 2014년까지 발생한 식중독 1200여 건 가운데 장염비브리오로 인한 식중독은 55건이었고, 이 가운데 80%가 넘는 45건이 7월에서 9월 사이에 발생했다. 2014년 크라운제과 진천 공장의 웨하스에서 검출되기도 했다.

## 발생 원인
어패류, 연체동물 등의 표피, 내장, 아가미 등에 있는 장염비브리오균이 칼, 도마 등을 통해 음식으로 전염된다.

## 예방
조리를 하기 전에 어패류와 조리기구는 수돗물로 충분히 세척하고 완전히 익혀 섭취하고 어패류를 취급하는 업소에서는 수족관 물을 자주 교체하고, 한 번 사용한 무채나 천사채 등은 다시 사용하지 않아야 한다.

## 같이 보기
- 식중독